# جيمس ليزلي ميتشيل
جيمس ليزلي ميتشيل (بالإنجليزية: Lewis Grassic Gibbon)‏ (و. 1901 – 1935 م) هو كاتب، وروائي بريطاني، ولد في أبردينشاير، توفي عن عمر يناهز 34 عاماً، بسبب التهاب البريتون.

## وصلات خارجية
- جيمس ليزلي ميتشيل على موقع IMDb (الإنجليزية)
- جيمس ليزلي ميتشيل على موقع الموسوعة البريطانية (الإنجليزية)
- جيمس ليزلي ميتشيل على موقع قاعدة بيانات الفيلم (الإنجليزية)

- جيمس ليزلي ميتشيل في قاعدة بيانات الأفلام على الإنترنت